# Tor Heiestad
Tor Heiestad (Oslo, 13 gennaio 1962) è un ex tiratore a segno norvegese.

## Palmarès

### Olimpiadi
- 1 medaglia:
  - 1 oro (Seul 1988 nei 50 metri bersaglio mobile)